# Jean Janssens
Jean Janssens (Beveren, 28 settembre 1944) è un ex calciatore belga, di ruolo attaccante.

## Carriera
Giocò quasi tutta la carriera nel Beveren, con cui vinse la Coppa nazionale belga nel 1978 ed il campionato l'anno seguente. Nel 1979 fu anche nominato calciatore belga dell'anno.

## Palmarès

### Club

#### Competizioni nazionali
- Coppa del Belgio: 1

Beveren: 1977-1978
- Campionato belga: 1

Beveren: 1978-1979
- Supercoppa del Belgio: 1

Beveren: 1979

### Individuale
- Calciatore belga dell'anno: 1

1979